# سوزان كوري
سوزان كوري (بالإنجليزية: Suzanne Cory) هي عالمة كيمياء حيوية وعالمة وراثة أسترالية، ولدت في 11 مارس 1942 في ملبورن في أستراليا.